# Brihaspa
Brihaspa é um gênero de mariposa pertencente à família Crambidae.